# Maria Casado Paredes
Maria Casado Paredes (Barcelona, 14 de març de 1978) és una periodista i presentadora de televisió catalana.
Llicenciada en Ciències de la Informació a la Universitat Autònoma de Barcelona, començà a treballar el 1999 als Servicios informativos de Ràdio 4 com a redactora. Després del seu pas per Catalunya Ràdio on fou la productora del programa "El Matí de Catalunya Ràdio", tornà a Ràdio Nacional d'Espanya en 2003, com a subdirectora del magazin "Amb molt de gust" juntament amb Sílvia Tarragona, i l'estiu presentà i dirigí la versió estival "L'estiu amb molt de gust". El 2005 s'incorporà als serveis informatius del centre territorial de Televisió Espanyola a Catalunya com a redactora.
Des del 25 de febrer de 2006, i substituint a Helena Resano, presentà el Telediario del fin de semana amb David Cantero i Sergio Sauca. També presentà junt a Sandra Sabatés la gala de los premis de cinema Sant Jordi, entregats a Barcelona.
Als Sanfermines de 2007 fou una de les comentaristes dels encierros per a Televisió Espanyola. Des de l'11 de setembre de 2007, coincidint amb la Diada Nacional de Catalunya, presenta "59 segons", la versió en català de 59 segundos, emès en desconnexió local de La 2 per a Catalunya. Donà suport conjuntament a altres companys de la cadena la campanya solidaria "Un juguete, una ilusión", i a partir de novembre es convertí en co-presentadora del programa Informe semanal de La 1. A banda substituí a Ana Blanco a emissions durant dies festius i puntualment al “Telediario semanal” de La 1.
En 2008 substituí al Telediario de La 1 a Lorenzo Milá durant una setmana a l'estiu i el 31 d'agost presentà el nou logotip de TVE. El 29 d'octubre rebé el Premi Llongueras a la "millor imatge amb projecció nacional de l'any". També presentà junt a Toni Garrido la gala dels premis de cinema Sant Jordi, entregats a Barcelona.
En 2009 va ser de nou l'escollida per presentar juntament amb Toni Garrido la gala dels premis de cinema Sant Jordi, lliurats a Barcelona. Des del 9 de setembre presenta l'edició estatal del programa de debat 59 segundos, substituint Ana Pastor.
El setembre del 2012 Maria Casado s'incorporà com a presentadora de "Los desayunos de TVE".